# Utricularia simplex
Utricularia simplex är en tätörtsväxtart som beskrevs av Robert Brown. Utricularia simplex ingår i släktet bläddror, och familjen tätörtsväxter. Inga underarter finns listade i Catalogue of Life.

## Bildgalleri

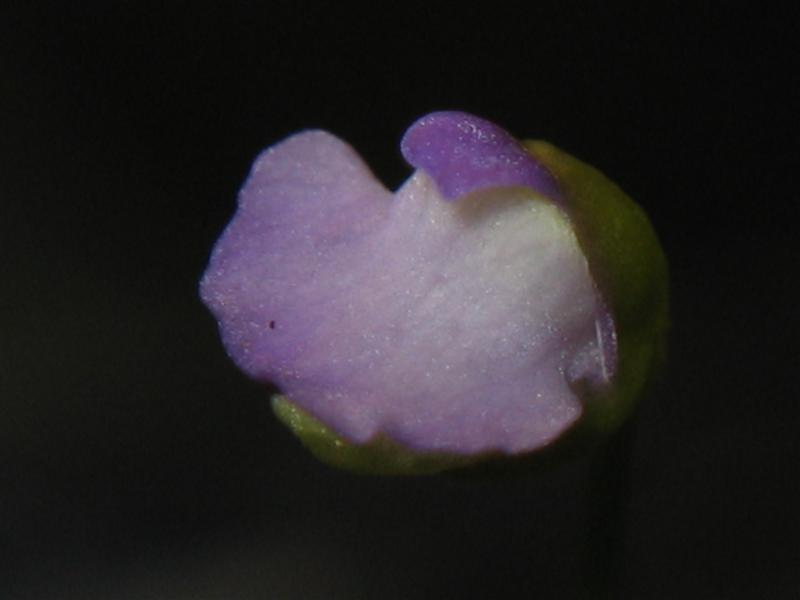
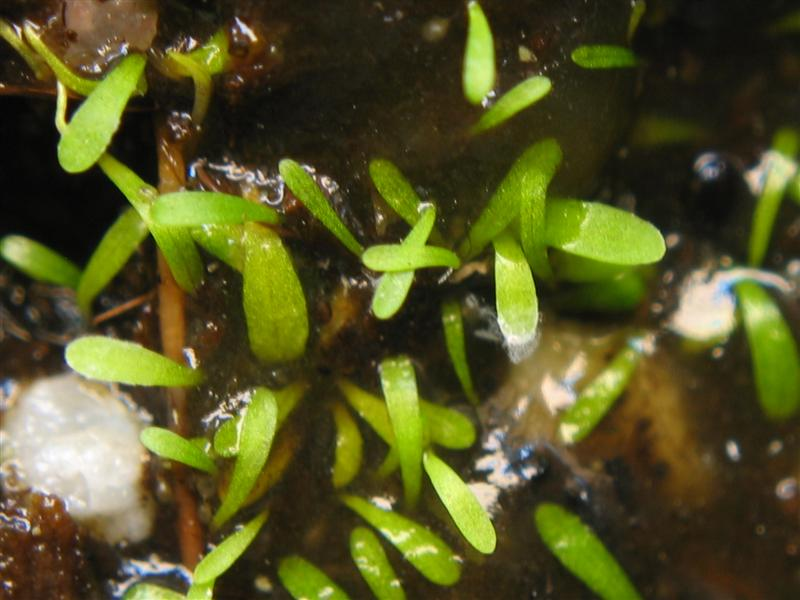
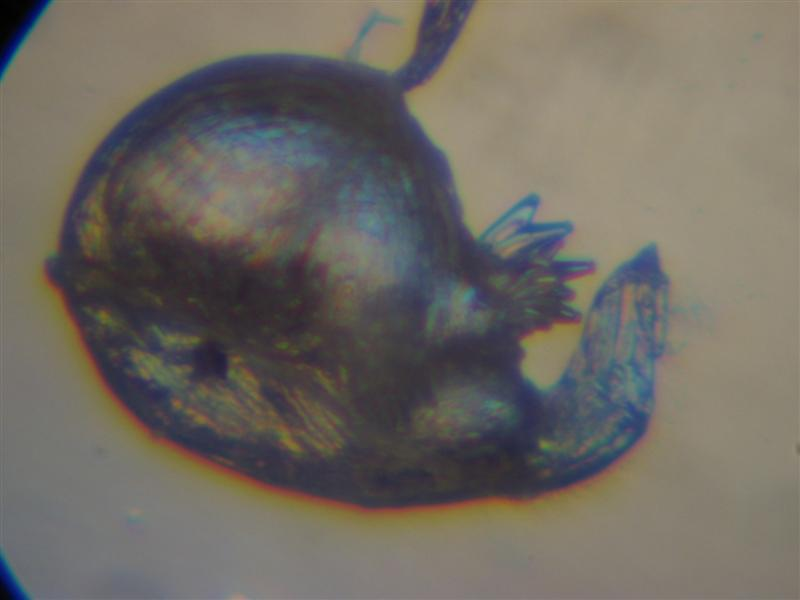
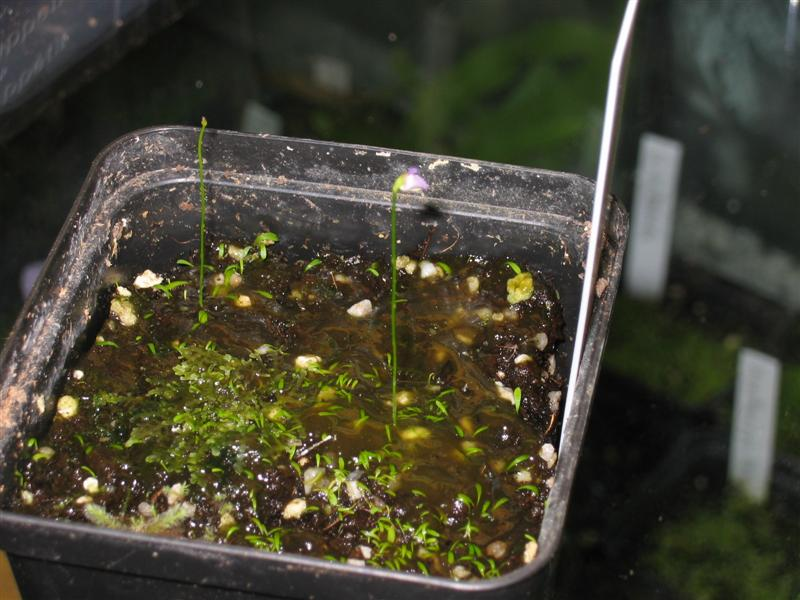